# Scrophularia kermanica
Scrophularia kermanica är en flenörtsväxtart som beskrevs av A. Ghahreman och S.M. Mirtadzadini. Scrophularia kermanica ingår i släktet flenörter, och familjen flenörtsväxter. Inga underarter finns listade i Catalogue of Life.